# Crazy (film fra 2000)
 For alternative betydninger, se Crazy. (Se også artikler, som begynder med Crazy)
Crazy er tysk ungdomsfilm instrueret af Hans-Christian Schmid, baseret på bogen Crazy af Benjamin Lebert. Filmen havde premiere i 2000. Hovedpersonen spilles af Robert Stadlober.

## Handling
Den 16-årige Benjamin, kaldet Benni, bliver af sine forældre sendt på en kostskole i Neuseelen i Sydtyskland. Det er ikke det første skoleskift for Benni, primært på grund af hans dårlige karakterer i matematik og tysk. Benni deler værelse med Janosch, som er mere interesseret i piger og i at have det sjovt end i skolen. Til sidst bliver de to drenge venner, indtil begge forelsker sig i en klassekammerat, den drømmende skolepige Malen. Der opstår gnidninger mellem de to drenge, hvilket til sidst resulterer i et slagsmål under en fest i kostskolens køkken. Denne tvist afgøres ved, at Benni tager skylden og undskylder over for Janosch, så intet står i vejen for fortsættelsen af deres venskab. De finder også ud af, at Malen har et forhold til en tredje elev.
I slutningen af filmen forlader Benni kostskolen, fordi han ikke kan nå skolens mål og niveau. Han sidder i køkkenet sammen med sine venner under skoleårets afslutningsceremoni, hvor Malen og to andre venner kommer ind. Sammen synger de en sang for ham: Für mich soll's rote Rosen regnen.